# Antonino Anile
Antonino Salvatore Anile (20 novembre 1869, Pizzo - 26 septembre 1943, Raiano) est un anatomiste, lettré et homme politique italien. Il fut notamment député et ministre de l'Instruction publique.

## Biographie
Antonino Anile naît en 1869 à Pizzo, dans le sud de l'Italie, dans une famille de la petite bourgeoisie foncière. Il étudie la médecine à l'Université de Naples dont il sort diplômé en 1894. Il enseigne ensuite l'anatomie, avant de devenir professeur d'anatomie artistique à l'Académie des beaux-arts de Naples en 1912 puis à l'Académie des Beaux Arts de Rome.
Dans les années précédents directement le début de la Première Guerre mondiale, Anile s'impose en tant qu'intellectuel catholique, notamment à travers ses articles d'opinion publiés dans le journal Giornale d'Italia. En 1919, il rejoint le Parti populaire italien, ancêtre de la Démocratie chrétienne, et en novembre 1919 il est élu député pour la circonscription de Catanzaro. Il est ensuite réélu en 1921 et 1924.
Anile est nommé Sous-Secrétaire d'État à l'Instruction publique de juillet 1921 à février 1922 au sein du gouvernement Bonomi I. Le 26 février 1922, il est nommé Ministre de l'Instruction publique le 27 février 1922 et le restera jusqu'en août de la même année, au sein des gouvernements Facta I et Facta II. En 1923, il est nommé membre de l'Académie pontificale des sciences par le pape Pie XI.
Il se retire toutefois de la politique avec l'arrivée du fascisme au pouvoir, et il sera l'un des signataires du Manifeste des intellectuels antifascistes.